# Cholon
Cholon (en vietnamien : Chợ Lớn) est un quartier de Hô Chi Minh-Ville (anciennement Saïgon), au Viêt Nam. 
Cholon est organisé autour du marché Bình Tây. 
Historiquement, il se caractérise par son commerce du riz, ainsi qu’une très forte communauté chinoise implantée à la fin du XVIIIe siècle.
En vietnamien, le nom Chợ Lớn signifie « grand » (lớn) « marché » (chợ).

## Situation
Formant auparavant une ville séparée, Chợ Lớn se compose de nos jours de la moitié ouest du 5e arrondissement, de plusieurs quartiers voisins du 6e et du 11e arrondissement. 
Chợ Lớn est habité depuis longtemps par des Chinois et est considéré comme le plus grand quartier chinois du monde par sa superficie. Un bon nombre de personnes parle encore le cantonais, qui continue à se transmettre de génération en génération.

## Histoire
Au XVIe siècle, la dynastie Lê qui était la famille dirigeante  a commencé à décliner et deux familles rivales, les familles Trịnh et Nguyen ont commencé à se disputer le pouvoir déclinant des Lê.
Les Nguyen sont nommés vice-rois du Sud, siégeant à Huế, où ils encourageront l'installation des immigrants chinois dans la région.
En 1778, la communauté Hoa vivant à Biên Hòa est attaquée par les Tay Son pour son soutien aux Nguyen. 
Elle se réfugie dans la zone de l'actuel Cholon.
En 1782, plus de 10 000 Hòa sont massacrés par les Tây Sơn et doivent reconstruire.
Ils ont construit de hauts talus pour contenir les crues de la rivière et ont appelé leur nouvelle colonie Tai-Ngon (堤岸, qui signifie « remblais » en cantonais).
En 1879, Chợ Lớn obtient le statut de ville, elle est alors située à 11 km de Saïgon. 
Dans les années 1930, elle s'est étendue jusqu'à la limite de Saïgon.
Devenues limitrophes, les deux villes ont fusionné le 27 avril 1931 sous le nom Saïgon-Cholon. 
Ce nom sera réduit en Saïgon en 1956.

### Personnalités
- Thai Lap Thanh (1897-1951), haut fonctionnaire de l'administration française, gouverneur du Sud-Viêtnam et Maire de Saigon, nait à Cholon
- Henriette Bui Quang Chiêu (1906-2012), première femme médecin du Vietnam, a exercé longtemps à Cholon.
- Dang Ngoc Chan (1894-1971), haut fonctionnaire de l'administration française et résistant, a été adjoint au gouverneur de province pour Cholon.
- Đỗ Hữu Vị (1883–1916), né à Cholon, officier-pilote qui a combattu dans l'armée française.
- Francis Garnier (1836-1873), officier de marine français, inspecteur aux Affaires indigènes en Cochinchine, chargé du quartier chinois de Saïgon, était surnommé « le petit préfet de Cholon »[2].
- Maison Denis frères fondée en 1862 dans ce quartier par Gustave et Émile Denis.
- Yvon Petra (1916-1984), joueur de tennis français, est né à Cholon.
- Henri Rieunier (1833-1918) enseigne de vaisseau.
- André Truong Trong Thi (1936-2005), fondateur de la société qui a commercialisé le premier micro-ordinateur, le Micral.

### 33 export
La bière 33 Export est originaire de la brasserie Cholon[réf. nécessaire]. Elle doit son nom à sa contenance, 33 cl, et au fait qu'elle est destinée à l'export. À partir de 1960, elle est brassée en France à la brasserie de Drancy.

## Monuments
Les temples et pagodes de Cholon sont nombreux:
- Pagode Quan Âm (en)
- Temple de Bà Thiên Hậu
- Temple Nhị Phủ (vi)
- Pagode Ha Chuong Hoi Quan
- Sanctuaire Quan Đế
- Temple Tam Sơn
- Temple Phước An
- Temple Nghĩa An
- Temple Hà Chương
- Temple Quỳnh Phủ
- Temple Lệ Châu
- Pagode Ông Bổn
- Temple Nghĩa Nhuận
- Temple Minh Hương

En outre, il existe également des marchés de gros, tels que: Marché An Dong , Marché Xa Tay, Marché Bau Sen, Marché Binh Tay, Marché Kim Bien, Marché Soai Kinh Lam ...

## Galerie

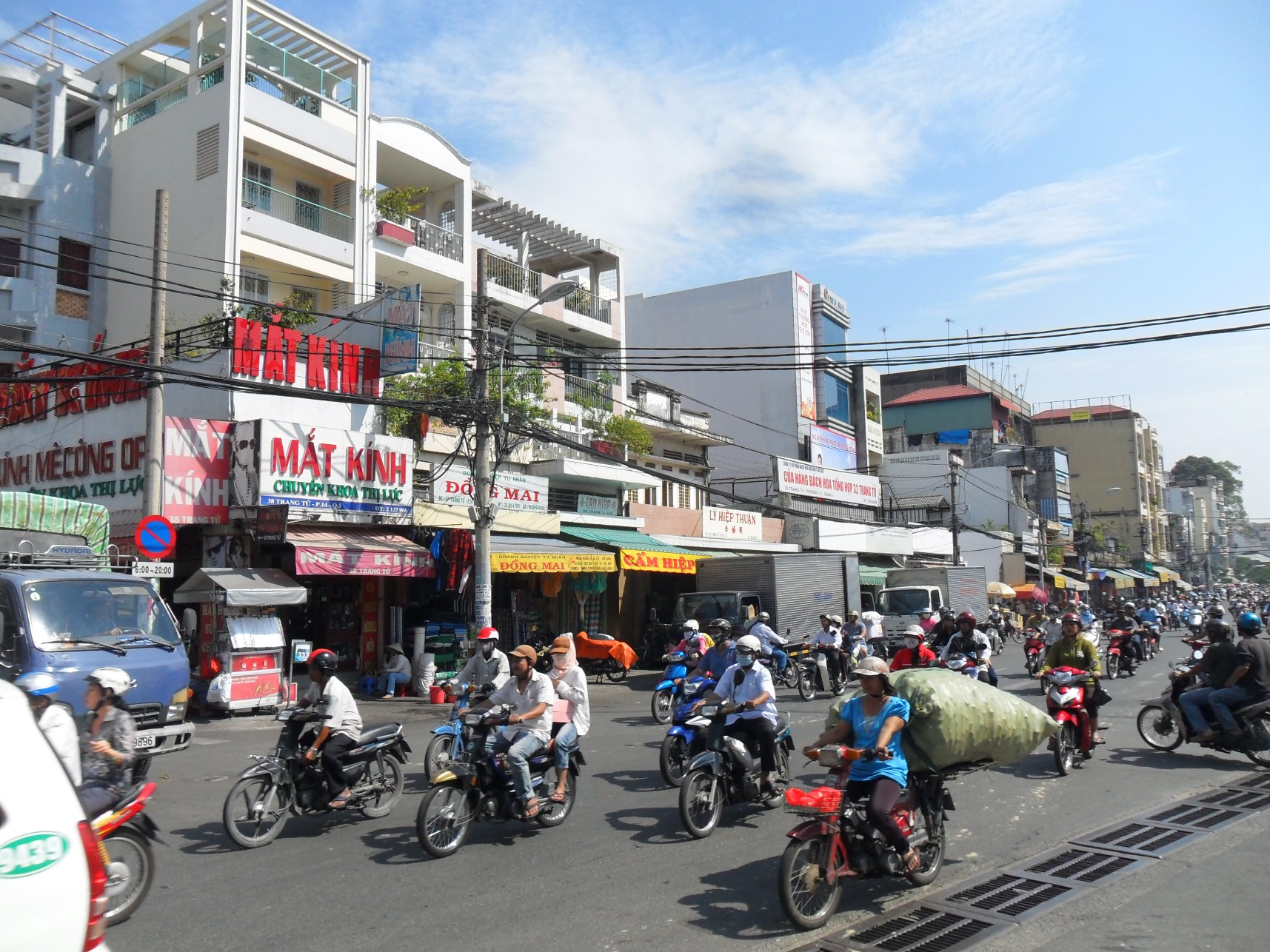
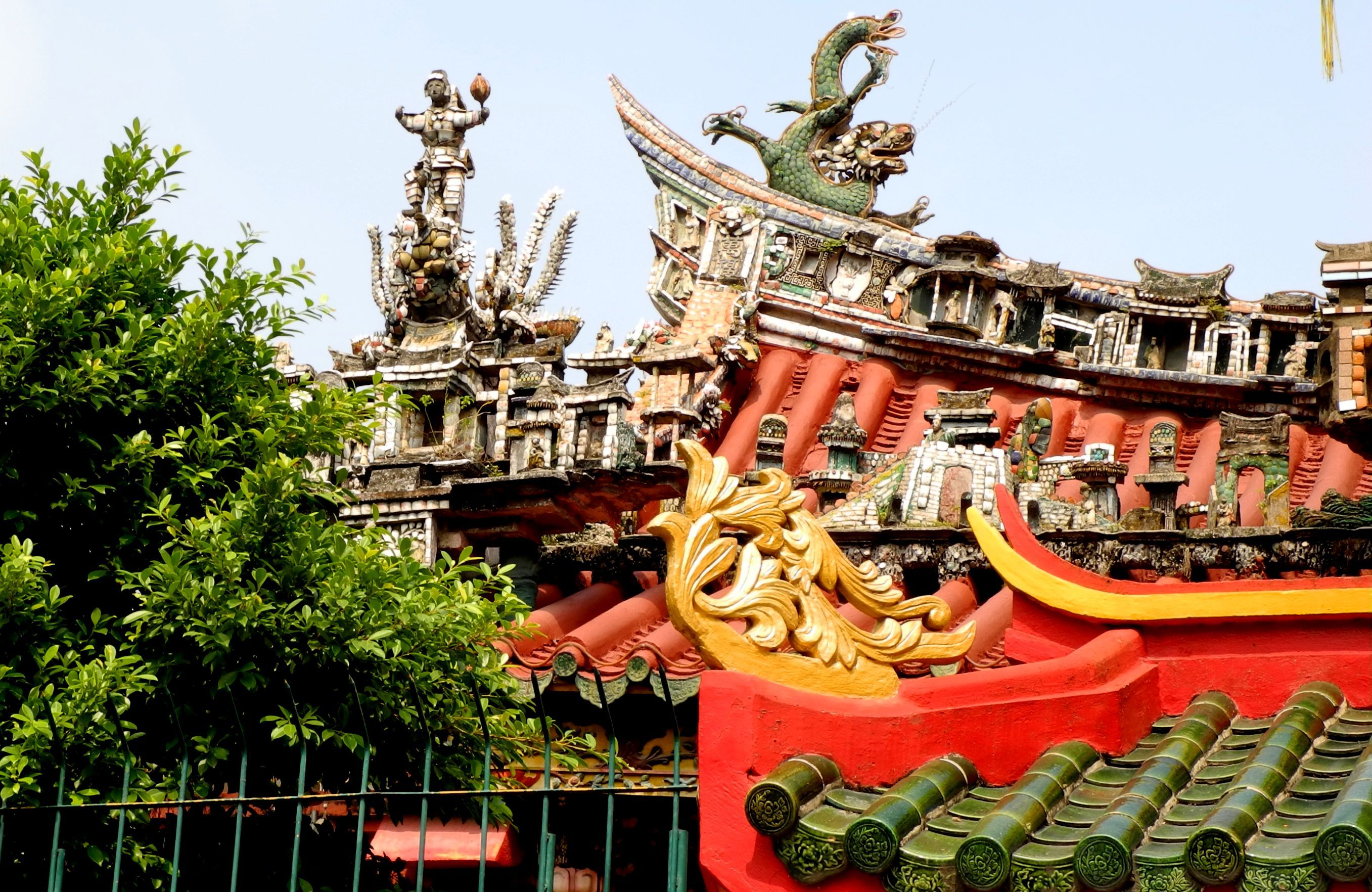
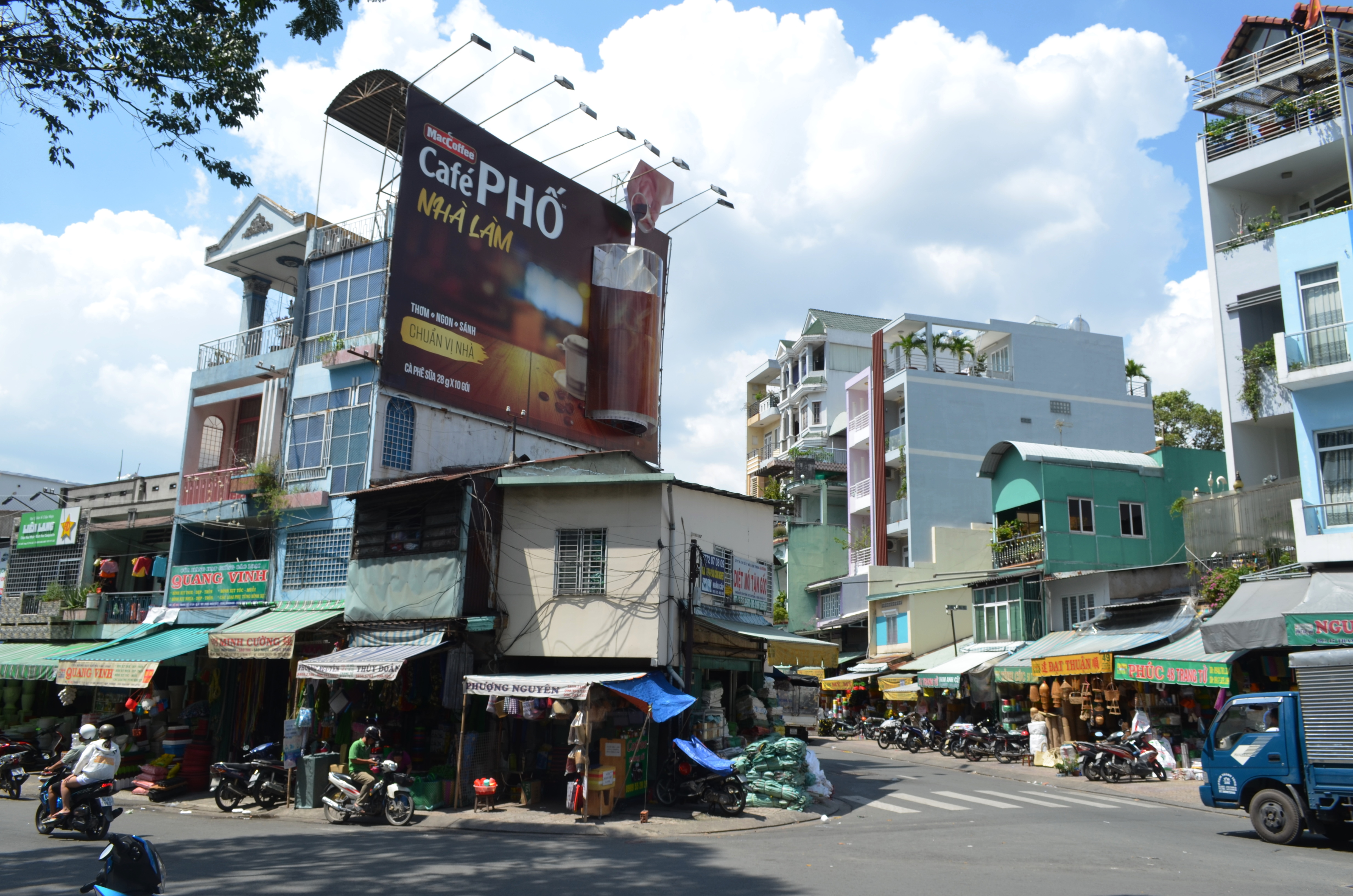
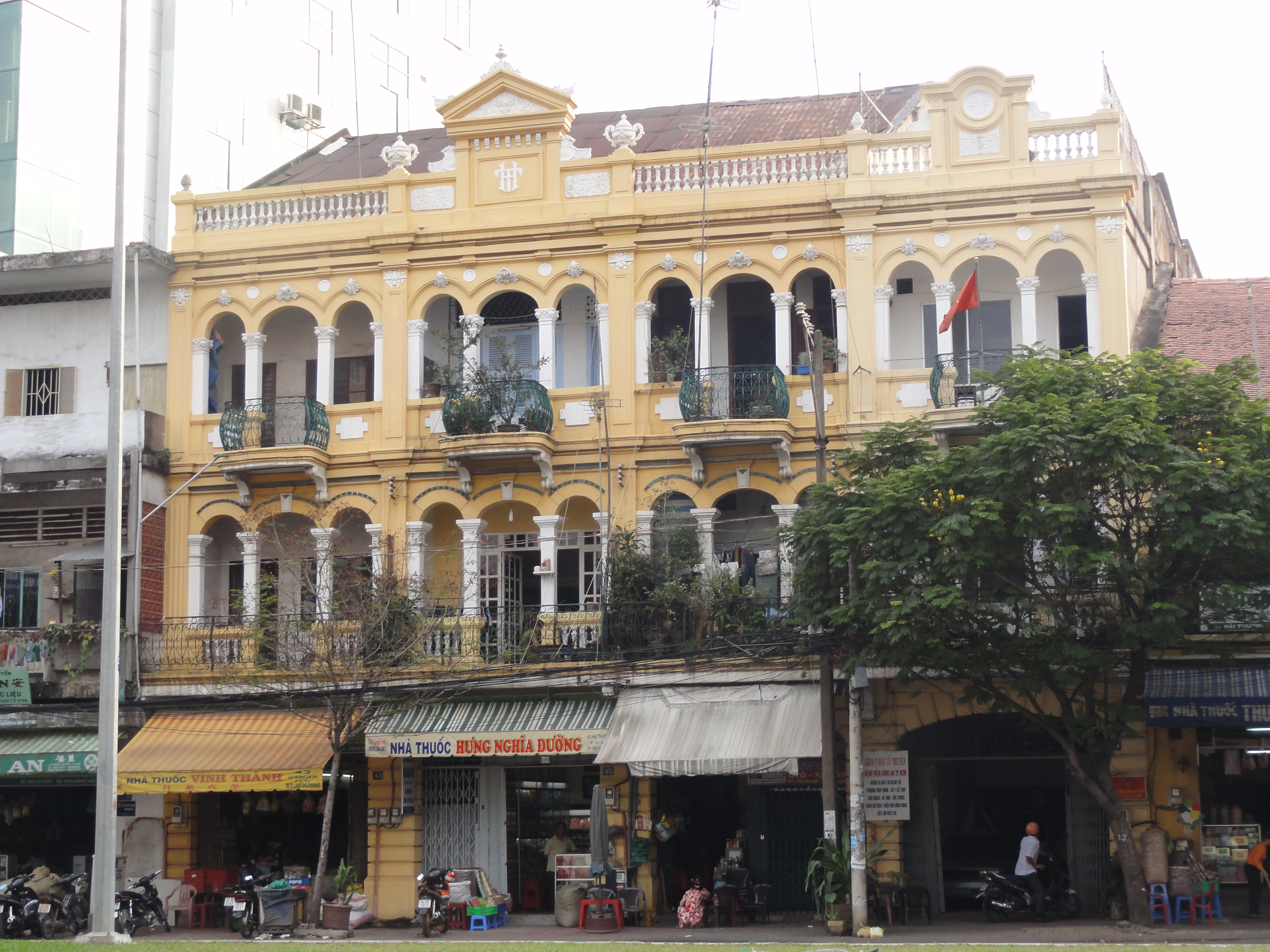